# Liparis miostomus
Liparis miostomus és una espècie de peix pertanyent a la família dels lipàrids.

## Descripció
- Fa 9,3 cm de llargària màxima.
- Nombre de vèrtebres: 37-39.[5][6]

## Hàbitat
És un peix marí, demersal i de clima temperat que viu entre 0-10 m de fondària.

## Distribució geogràfica
Es troba al mar del Japó, Hokkaido i el sud-est de Kamtxatka.

## Observacions
És inofensiu per als humans.